# 圣克拉拉-迪洛雷杜
圣克拉拉-迪洛雷杜是葡萄牙贝雅区的一个堂区。总面积71.58平方公里，总人口960人，人口密度13.4人/平方公里。